# Eucharitidae
Eucharitidae Latreille, 1809, è una famiglia di insetti (Hymenoptera Chalcidoidea).

## Generalità
Gli Eucaritidi sono filogeneticamente affini ai Perilampidi, dai quali si sarebbero evoluti e con i quali condividono alcuni caratteri morfologici, come ad esempio la fusione del pronoto con il prepetto.
Sistematicamente si suddividono in quattro sottofamiglie comprendenti 49 generi con circa 392 specie, diffuse prevalentemente nelle regioni tropicali.

## Descrizione
Sono insetti di dimensioni medio-piccole (3-5 mm), con il corpo che presenta in genere colorazioni metalliche. Il capo è piccolo e porta antenne non genicolate, talvolta ramificate nei maschi.
Il torace presenta la maggior parte dei caratteri morfologici che identificano la famiglia. Il pronoto è piccolo, non visibile dorsalmente, fuso lateralmente con il prepetto. Il mesotorace è marcatamente sviluppato in altezza, il metatorace è compresso lateralmente. Le ali anteriori hanno una vena marginale moderatamente lunga e vene postmarginale e stigmale molto brevi, appena accennate.
L'addome è relativamente poco sviluppato rispetto al torace, mostra un peziolo piuttosto allungato e un gastro corto e sviluppato in altezza.

## Biologia
Gli Eucaritidi sono parassitoidi a spese degli stadi preimmaginali delle formiche. Il meccanismo con cui avviene la parassitizzazione ha interessanti riflessi etologici. La femmina del parassitoide depone le uova sulle piante frequentate dalle formiche. Una sola femmina può deporre anche 15.000 uova. La larva di I età è un planidio, è fortemente sclerotizzata e attiva e entrata in contatto con una formica operaia vi si attacca e si lascia trasportare fino al nido. La letteratura cita anche altri meccanismi di introduzione nel nido. All'interno del nido si associa ad una larva e la parassitizza fino a quando l'ospite raggiunge lo stadio di pupa. In genere il planidio si nutre come ectoparassita, ma in alcuni Eucaritidi c'è un rapporto di parassitismo riconducibile ad una parziale endofagia. Allo sfarfallamento gli adulti restano per un tempo indeterminato all'interno del nido. Un particolare mimetismo di natura chimica fa in modo che gli adulti e gli stadi preimmaginali del parassitoide siano protetti in caso di attacco dalle stesse formiche.

## Tassonomia
La famiglia comprende 66 generi in 4 sottofamiglie:
- Sottofamiglia Akapalinae Boucek, 1988
  - Akapala Girault, 1934
- Sottofamiglia Eucharitinae Walker, 1846
  - Ancylotropus Cameron, 1909
  - Apometagea Heraty, 2002
  - Athairocharis Heraty, 2002
  - Austeucharis Boucek, 1988
  - Babcockiella Heraty, 2002
  - Carletonia Heraty, 2002
  - Chalcura Kirby, 1886
  - Cherianella Narendran, 1994
  - Colocharis Heraty, 2002
  - Cyneucharis Heraty, 2002
  - Dicoelothorax Ashmead, 1899
  - Dilocantha Shipp, 1894
  - Eucharis Latreille, 1804
  - Eucharissa Westwood, 1868
  - Galearia Brulle, 1846
  - Hydrorhoa Kieffer, 1905
  - Isomerala Shipp, 1894
  - Kapala Cameron, 1884
  - Lasiokapala Ashmead, 1899
  - Latina Koçak and Kemal, 2008
  - Leurocharis Heraty, 2002
  - Lirata Cameron, 1884
  - Liratella Girault, 1913
  - Lophyrocera Cameron, 1884
  - Mateucharis Boucek and Watsham, 1982
  - Mictocharis Heraty, 2002
  - Mimistaka Heraty, 2005
  - Neolirata Torrens and Heraty, 2013
  - Neolosbanus Heraty, 1994
  - Neostilbula Heraty, 2002
  - Obeza Heraty, 1985
  - Palaeocharis Heraty and Darling, 2009
  - Parakapala Gemignani, 1937
  - Parapsilogastrus Ghesquiere, 1946
  - Pogonocharis Heraty, 2002
  - Pseudochalcura Ashmead, 1904
  - Pseudometagea Ashmead, 1899
  - Psilocharis Heraty, 1994
  - Psilogasteroides Brethes, 1910
  - Rhipipalloidea Girault, 1934
  - Saccharissa Kirby, 1886
  - Schizaspidia Westwood, 1835
  - Stilbula Spinola, 1811
  - Stilbuloida Boucek, 1988
  - Striostilbula Boucek, 1988
  - Substilbula Boucek, 1988
  - Thoracantha Latreille, 1825
  - Thoracanthoides Girault, 1928
  - Tricoryna Kirby, 1886
  - Zulucharis Heraty, 2002
- Sottofamiglia Gollumiellinae Heraty, Hawks and Kostecki, 2004
  - Anorasema Boucek, 1988
  - Gollumiella Hedqvist, 1978
- Sottofamiglia Oraseminae Burks, 1979
  - Australosema Heraty and Burks, 2017
  - Cymosema Heraty and Burks, 2017
  - Hayatosema Heraty and Burks, 2017
  - Ibitya Heraty and Burks, 2017
  - Indosema Husain and Agarwal, 1983
  - Ivieosema Heraty and Burks, 2017
  - Leiosema Heraty and Burks, 2017
  - Losbanus Ishii, 1932
  - Matantas Heraty and Burks, 2017
  - Orasema Cameron, 1884
  - Orasemorpha Boucek, 1988
  - Timioderus Waterston, 1916
  - Zuparka Heraty and Burks, 2017